# Baltský štít

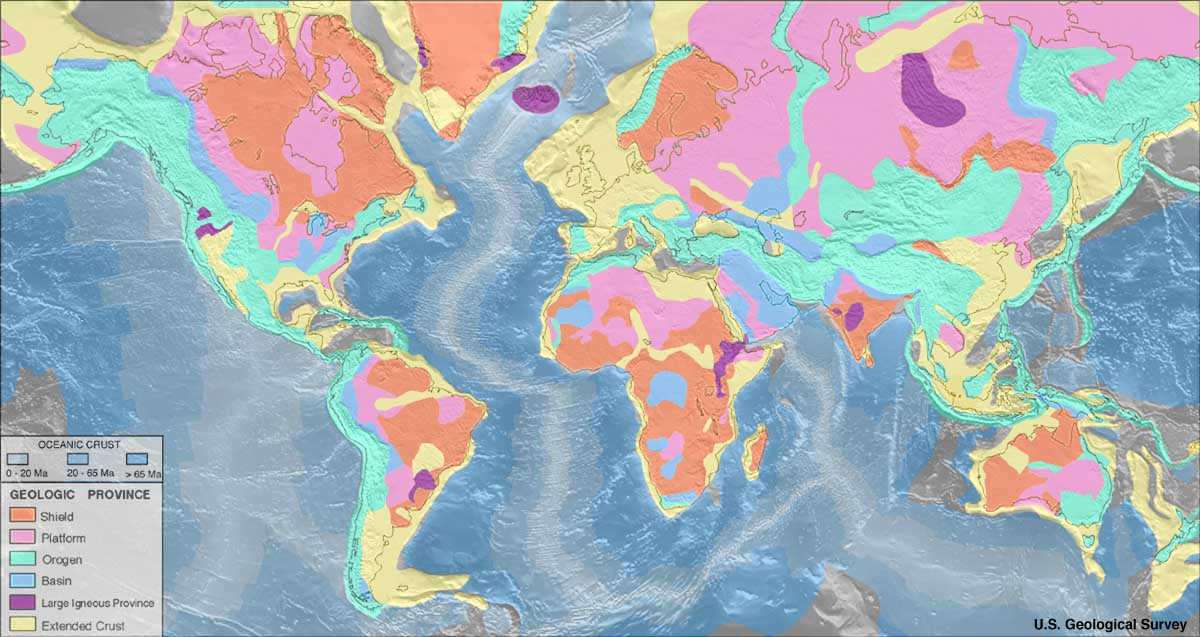
Světové geologické provincie
Prekambrické štíty

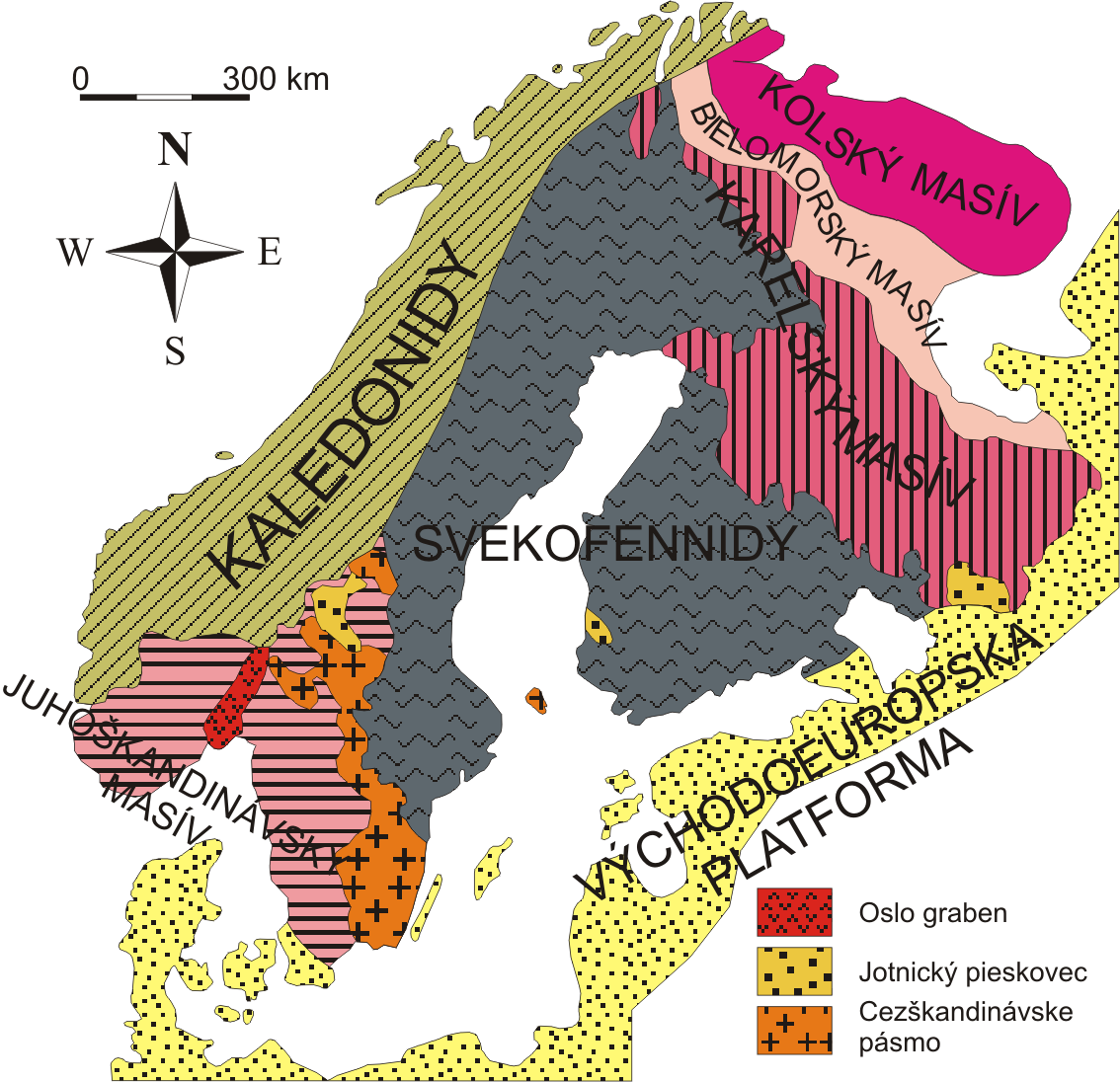
Geologické provincie Baltskeho štítu

Baltský štít (nebo Fenoskandie) je starý prekambrický štít nacházející se na Skandinávském poloostrově. Ponořuje se pod sedimenty východoevropské platformy, společně s kterou tvoří takzvanou fenosarmatskou plarformu. Zabírá části Norska, Švédska, Finska, Ruska a podloží Baltského moře. Tvoří ho hlavně obnažené krystalinické horniny prekambrického stáří. Hlavně archaické a proterozoické ruly a zelenokamenitá pásma, která překonala vícero stádií deformací a metamorfismu. Tvoří jej nejstarší horniny na evropském kontinentu. Mocnost kontinentální kůry na něm dosahuje 50 kilometrů. Během pleistocénu byl štít pokryt kontinentálním ledovcem, který jej na mnohých místech výrazně zerodoval a zanechal po sobě mnoho ledovcových sedimentů. Štít se dodnes nachází ve stádiu postglaciálního výzdvihu, který je následkem odlehčení, způsobeného ústupem kontinentálního ledovce.
Z paleografického hlediska tvoří baltský štít, spolu s východoevropskou platformou, ukrajinským štítem a dalšími oblastmi, Baltskou plotnu, tzv. Baltiku.